# Майк Конноллі (хокеїст)
Майк Конноллі (англ. Mike Connolly; нар. 3 липня 1989, Калгарі) — канадський хокеїст, центральний нападник клубу ДХЛ «Штраубінг Тайгерс».

## Ігрова кар'єра
Хокейну кар'єру розпочав 2006 року.
Захищав кольори професійних команд «Колорадо Аваланч» та «Аугсбург Пантерс». Наразі ж грає за клуб ДХЛ «Штраубінг Тайгерс».

## Статистика
| Сезон        | Клуб                                  | Ліга         | Регулярний сезон | Регулярний сезон | Регулярний сезон | Регулярний сезон | Регулярний сезон | Плей-оф | Плей-оф | Плей-оф | Плей-оф | Плей-оф |
| Сезон        | Клуб                                  | Ліга         | І                | Г                | П                | О                | ШХ               | І       | Г       | П       | О       | ШХ      |
| ------------ | ------------------------------------- | ------------ | ---------------- | ---------------- | ---------------- | ---------------- | ---------------- | ------- | ------- | ------- | ------- | ------- |
| 2006–07      | «Кемрос Кодіекс»                      | ЮХЛА         | 47               | 18               | 30               | 48               | 79               | 17      | 7       | 13      | 20      | 28      |
| 2007–08      | «Кемрос Кодіекс»                      | ЮХЛА         | 37               | 25               | 41               | 66               | 39               | 12      | 3       | 5       | 8       | 38      |
| 2008–09      | «Університет Дулута (штат Міннесота)» | ЗКХА         | 43               | 13               | 29               | 42               | 53               | —       | —       | —       | —       | —       |
| 2009–10      | «Університет Дулута (штат Міннесота)» | ЗКХА         | 37               | 14               | 26               | 40               | 24               | —       | —       | —       | —       | —       |
| 2010–11      | «Університет Дулута (штат Міннесота)» | ЗКХА         | 42               | 28               | 26               | 54               | 59               | —       | —       | —       | —       | —       |
| 2011–12      | «Вустер Шаркс»                        | АХЛ          | 40               | 10               | 20               | 30               | 26               | —       | —       | —       | —       | —       |
| 2011–12      | «Клівленд Монстерз»                   | АХЛ          | 13               | 3                | 4                | 7                | 4                | —       | —       | —       | —       | —       |
| 2011–12      | «Колорадо Аваланч»                    | НХЛ          | 2                | 0                | 0                | 0                | 2                | —       | —       | —       | —       | —       |
| 2012–13      | «Клівленд Монстерз»                   | АХЛ          | 65               | 9                | 14               | 23               | 21               | —       | —       | —       | —       | —       |
| 2013–14      | «Аугсбург Пантерс»                    | ДХЛ          | 52               | 14               | 28               | 42               | 76               | —       | —       | —       | —       | —       |
| 2014–15      | «Аугсбург Пантерс»                    | ДХЛ          | 22               | 4                | 7                | 11               | 30               | —       | —       | —       | —       | —       |
| 2015–16      | «Штраубінг Тайгерс»                   | ДХЛ          | 49               | 8                | 27               | 35               | 48               | 7       | 0       | 0       | 0       | 6       |
| 2016–17      | «Штраубінг Тайгерс»                   | ДХЛ          | 52               | 9                | 39               | 48               | 53               | 2       | 0       | 1       | 1       | 0       |
| Усього в НХЛ | Усього в НХЛ                          | Усього в НХЛ | 2                | 0                | 0                | 0                | 2                | —       | —       | —       | —       | —       |